# 水の中のASIAへ
『水の中のASIAへ』（みずのなかのアジアへ）は、松任谷由実（ユーミン）の12インチEPで、11枚目のオリジナルアルバムとカウントされている作品。1981年5月21日に東芝EMIからリリースされた（EP：ETP-40143、CT：ZT15-789）。
1981年5月5日～9月11日、『水の中のASIAへ』コンサートツアーが行われた。なお、このライブは後にビデオ化され、『1981 Yuming Visual Volume1』というタイトルにて発売された。1985年6月1日に初CD化（CA25-1137）。1999年2月24日に当時の12インチEPのブックレットを復刻し、バーニー・グランドマンによるデジタルリマスタリングで音質を大幅に向上したリマスタリングCD（TOCT-10644）とEP（TOJT-10644）をリリース。

## 解説
- ジャケットはシンガポールの『ラッフルズ・ホテル』で撮影。ジャケットの着物はユーミンが日本から自身の着物を持ち込んで、自ら着付けをしたそうだが、帯締めの位置を間違えてしまったとラジオで語っている。
- このアルバムは音質向上への実験のため、発売当初12インチEP（45回転）でリリースされたが、レコード盤が12インチであるため33回転で再生してしまう者が多く、「別人(男)が唄っている」と云うCD全盛の現在となっては笑えるクレームもあった[1]。
- 第23回日本レコード大賞ベストアルバム賞（1981年）を受賞。授賞式にはユーミンがステージに登場した。

## 収録曲
| 全作詞: 松任谷由実、全編曲: 松任谷正隆。 |                                                              |            |            |      |
| #                                        | タイトル                                                     | 作詞       | 作曲       | 時間 |
| 1.                                       | 「スラバヤ通りの妹へ -To My Sister On the Surabaya Street-」 | 松任谷由実 | 松任谷由実 | 4:40 |
| 2.                                       | 「HONG KONG NIGHT SIGHT」                                    | 松任谷由実 | 松任谷正隆 | 6:16 |
| 3.                                       | 「大連慕情 -Longing For Dalian-」                            | 松任谷由実 | 松任谷由実 | 4:32 |
| 4.                                       | 「わき役でいいから -Remember Me-」                           | 松任谷由実 | 松任谷由実 | 4:29 |

### 楽曲解説
1. スラバヤ通りの妹へ
インドネシアの首都ジャカルタで出会った少女に語りかける内容のポップス。スラバヤ通りはジャカルタにある実在のストリート名であり、観光バスのルートにもなっている有名な骨董街。曲の後半に出てくる「スラバヤ」はこのストリート名の由来となったインドネシア第2の都市スラバヤ（ジャカルタから東へ800km弱）である。曲は太平洋戦争の日本軍による占領の影響や、オランダ統治時代の建物が高層ビルに変わっていくなど、インドネシアの歴史を感じさせる歌詞に仕上がっている。実際のスラバヤ通りは平屋の建物ばかりなので、ここを代表とするジャカルタの街を舞台としていると考えられる。「写真で見た波止場」はかつて栄えたスンダ・クラパ旧港。曲中幾度も繰り返されるフレーズ"RASA SAYANG GEH"はインドネシア語で、"rasa"は「感じる」、"sayang"は「いとおしい、可愛い、可哀想な、残念だ、もったいない」、"geh"は「ね（口語で使う終助詞）」の意味。"sayang"の持つ多様な意味を各部でうまく使っていると言える。現地にはほぼ同名のフォークソング（童謡）"Rasa Sayange"が存在しており、曲中の「そのつぎを教えてよ」はこの童謡の続きと推察できる。「スラバヤ通りの妹へ」は1999年に大江千里が、2015年には元ちとせがカバーしている。
2. HONG KONG NIGHT SIGHT
機内アナウンスのSEなどで始まる。ユーミン・レパートリーで唯一本人が作曲していないナンバーとして知られる。1977年の松任谷正隆のアルバム『夜の旅人』に収録されていた曲のカバー。ちなみにそのアルバムのジャケット画はユーミンが担当している。
3. 大連慕情
母に宛てた黄ばんだ手紙を見付け、遠い異国の地に生きた亡き父に想いを馳せる。中国の大連が舞台で、肉親を恋い慕う純粋な気持ちがテーマ。亡き父の若い頃の母への手紙を見つけた娘の心情を描く、1977年の萩尾みどりへの提供曲。後に、1995年にCalinがカバー。ユーミンの曲の中で父親のことを歌った数少ない曲であるが、実在する彼女の父親は東京・八王子市の呉服店主のため、作中の父親像は完全な創作である。
4. わき役でいいから
結婚を控え、異国の地で働くかつての恋人へ “ときには思い出して” と最後の願いを綴る。

## 参加ミュージシャン
- キーボード: 松任谷正隆、中西康晴
- ドラム：林立夫、島村英二
- パーカッション：斎藤ノブ、浜口茂外也
- ベース：後藤次利、岡沢茂
- エレクトリック・ギター：松原正樹、鈴木茂
- アコースティック・ギター：吉川忠英、松原正樹
- スティール・ギター：尾崎孝
- サキソフォン：Jake H. Conception
- フルート：衛藤幸雄、Jake H. Conception
- リコーダー：衛藤幸雄
- ストリングス：トマト・ストリングス・アンサンブル
- コーラス : 山本潤子、Lilica、Leona、Clara